# اسکاندلاین
اسکاندلاین (انگلیسی: Scandlines) شرکت کشتیرانی دانمارکی است، که در سال ۱۹۹۸ تأسیس شد.